# Tratado de Constantinopla (1736)
El tratado de Constantinopla (en turco: İstanbul Antlaşması, en persa: معاهده استانبول‎) fue un tratado de paz entre el Imperio otomano y la Persia afsárida firmado el 24 de septiembre de 1736, que ponía fin a la guerra turco-persa de 1730-1736.

## Antecedentes
Con el tratado de Ahmet Paşa de 1732 ninguno de los dos países se había quedado satisfecho. El sultán otomano Mahmud I no aprobó el abandono de Tabriz y Nader Kan, el futuro shah destronó al safávida Tahmasp II por aceptar el control otomano del Cáucaso.

## Guerra
Poco después del Tratado de Ahmet Paşa, Nader declaró la guerra y atacó Irak y el Cáucaso. En Irak, tras algunas victorias iniciales como la captura de Kirkuk, fue rechazado. Pero en el Cáucaso tuvo más éxito. En menos de dos años los otomanos se vieron obligados a abandonar tanto Tiflis como Ereván. Mientras tanto el Imperio ruso se preparaba para atacar a los otomanos en Crimea y Ucrania (guerra ruso-turca (1735-1739), en la que también participaría el Imperio austríaco como aliado de Rusia. Por todo ello, la Sublime Puerta se vio obligada a firmar un tratado de paz.

## Términos del tratado
Las discusiones iniciales entre Ali Paşa, por el lado otomano, y Mirza Muhammed, por el persa, en Irán sobre los cambios territoriales no representaron un gran problema. Pero la competición entre las dos sectas del Islam, sunníes y chiíes, resultó en acaloradas discusiones en las siguientes sesiones en Constantinopla. Finalmente los términos serían.
- El Imperio otomano reconocería a Nader Kan como nuevo shah de Persia.
- El Imperio otomano cedía el Cáucaso a Persia.
- Los otomanos acordaban permitir el paso de hajji (peregrinos) iraníes a La Meca, bajo control de los primeros.

## Consecuencias
Por el tratado de Ahmet Paşa, Nader Shah conseguía Irán occidental, mientras que por este de Constantinopla se hacía con el Cáucaso. Pero Nader no se conformaba, planeaba anexar a sus dominios Irak y posiblemente Anatolia oriental. Por ello reanudaría la guerra en 1743 (guerra turco-persa (1743-1746), en la que no tendría éxito -véase tratado de Kerden). En el que se mantuvo el statu quo ante bellum.